# Takis (Künstler)

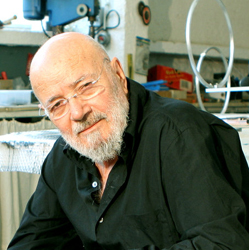
Takis

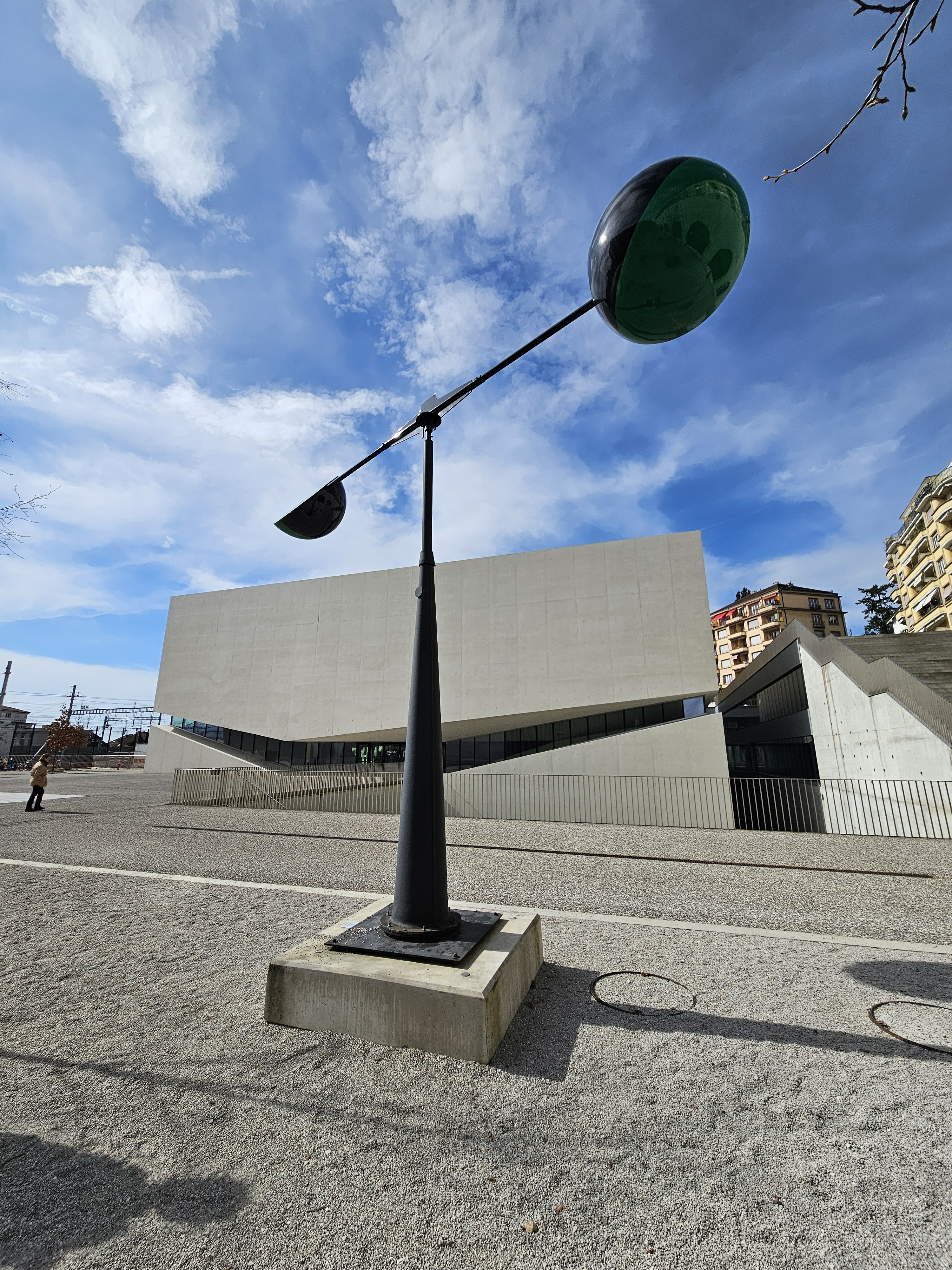
Takis, Signal éolien (2006), vor Photo Elysée, Galerie Xippas

Takis (griechisch Τάκης, ursprünglich Panagiótis Vasilákis, Παναγιώτης Βασιλάκης, * 29. Oktober 1925 in Athen, Griechenland; † 9. August 2019 ebenda) war ein griechischer Bildhauer und Vertreter der kinetischen Kunst, der in Paris, Athen und London lebte und arbeitete. Sein Künstlername ist eine gängige Kurzform seines Vornamens.

## Leben und Werk
Takis war als Künstler ein Autodidakt. Das Studium ersetzte er durch intensive Studienreisen durch ganz Europa. Im Jahre 1946 entstanden seine ersten plastischen Arbeiten. Von 1953 bis 1954 hielt er sich in London auf. Seit dem Jahre 1955 lebte er vorwiegend in Paris.
Takis begann sich mit archaischer Kunst zu beschäftigen und schuf anfangs figürliche Plastiken. Nach 1955 begann er sich mit der Kinetischen Kunst auseinanderzusetzen. 1959 stellte er bei Iris Clert in Paris aus, ein Jahr später bei Alexander Iolas in New York.
Ab 1960 begann er mit den Arbeiten, welche auf dem Magnetismus basieren. Es ging Takis darum, unsichtbare Kräfte zu visualisieren. Viele seiner Arbeiten sind antennenartige lange Skulpturen. Sie bestehen zum Beispiel aus einem dünnen Stab mit einem Elektromagneten an der Spitze, der durch magnetische Kraft vibrierende Bewegungen erzeugt. Er untersuchte auch in anderen Arbeiten die Wirkung des Lichts als einer Form elektromagnetischer Energie. Diese Arbeiten nannte er Lichtsignale.
Ab dem Jahre 1965 entwickelte er die Musikalischen Skulpturen. Bei diesen Objekten werden Klänge durch bewegte Nadeln erzeugt, die durch magnetische Kräfte vibrieren. Diese Arbeiten erweiterte er seit den 1970er Jahren zu Environments: Musikalische Räume.
Takis wurde als Bildhauer, Objektkünstler, Installations- und Performance-Künstler bekannt. Im Jahre 1968 war er als teilnehmender Künstler zur 4. documenta in Kassel und auch zur documenta 6 im Jahre 1977 eingeladen.